# Симфонический оркестр Кёльнского радио
Симфонический оркестр Кёльнского радио или Симфонический оркестр Западногерманского радио (нем. WDR Sinfonieorchester Köln, англ. Cologne Radio Symphony Orchestra) — немецкий симфонический оркестр, радиоансамбль, базирующийся в Кёльне. Основан в 1927 г., после Второй мировой войны воссоздан в 1947 г.
Наибольшей известностью пользуется работа оркестра с музыкой XX века. Оркестр Кёльнского радио — один из самых значительных интерпретаторов музыки Лучано Берио и Карлхайнца Штокхаузена. Заслуживают внимания также записи всех симфоний Шостаковича, осуществлённые под руководством Рудольфа Баршая, и опер Рихарда Штрауса «Электра» и «Дафна».

## Главные дирижёры
- Жан Мейлан (1947—1948)
- Любомир Романский (1948—1949)
- только приглашённые дирижёры (особенно часто Йозеф Кайльберт)
- Кристоф фон Донаньи (1964—1969)
- Зденек Мацал (1970—1974)
- Хироси Вакасуги (1977—1983)
- Гари Бертини (1983—1991)
- Ханс Вонк (1990—1997)
- Семён Бычков (1997—2010)
- Юкка-Пекка Сарасте (2010—2019)
- Кристиан Мэчелару (с 2019)